# حامد عبد الصمد البصري
حامد عبد الصمد البصري (1950) شاعر عراقي. ولد في مدينة البصرة وتخرّج بكليّة الآداب في جامعة البصرة مجازاً في اللغة العربية وعمل/يعمل مدرساً للغة العربية في بلدته. من دواوينه الشعرية أوراق الربيع 1971، عندما تسافر الأحلام 1973، أوراق متوهّجة 1980 وما قالته النخلة للولد 1981.

## سيرته
ولد حامد عبد الصمد البصري سنة 1950/ 1369 هـ في مدينة البصرة. ودرس بها. تخرج في قسم اللغة العربية بكلية الآداب من جامعة البصرة. عمل مدير إعلام بجامعة البصرة وعضو هيئة التحرير لمجلة البصرة، وعمل مدرساً للغة العربية في محافظة البصرة. 

احتفى اتحاد أدباء وكتاب البصرة به وفوزي السعد في أغسطس 2017.

## شعره
وصف بأنه «حقق تجربة بعيدة عن المألوف بالجمع ما بين الشعرية النثرية والتفعيلة الوزنية عبر الاستذكار والذكرى وهي تحقق اثرها في المنفعة والمتعة» في مجموعته ذكريات تنفض النعاس. قسم أول من شعره خمس بطاقات إلى أمّي الراحلة :
والدتي العزيزة
ما ردّ أحبابي
وغاص قلبي بالأسى
والشوك أدمى قدمي
والدمع يغلي بين أهدابي
وليس لي ظلٌّ..
ولا صوتٌ لأحبابي .. !

## مؤلفاته
- عندما تسافر الأحلام، شعر، 1973.
- أوراق متوهّجة، شعر، 1980 .
- ما قالته النخلة للولد، شعر، 1981.
- ذكريات تنفض النعاس، عبارة عن نصوص واستذكارات، 2010.

## وصلات خارجية
- حامد عبد الصمد البصري في «أرشيف المجلات»